# 玻璃二次表面镜
玻璃二次表面镜，又称光学太阳反射镜（optical solar reflecor简称OSR），是一种星用热控器件，具有低的太阳光吸收率和高的红外辐射率，帮助维持空间飞行器正常的工作温度。
- 参考文献：钱盛瑜 王少宏，玻璃型二次表面镜的卫星飞行试验，《中国空间科学技术》-1993年13卷6期 -62-65页